# الطاقة الشمسية في ولاية ايوا

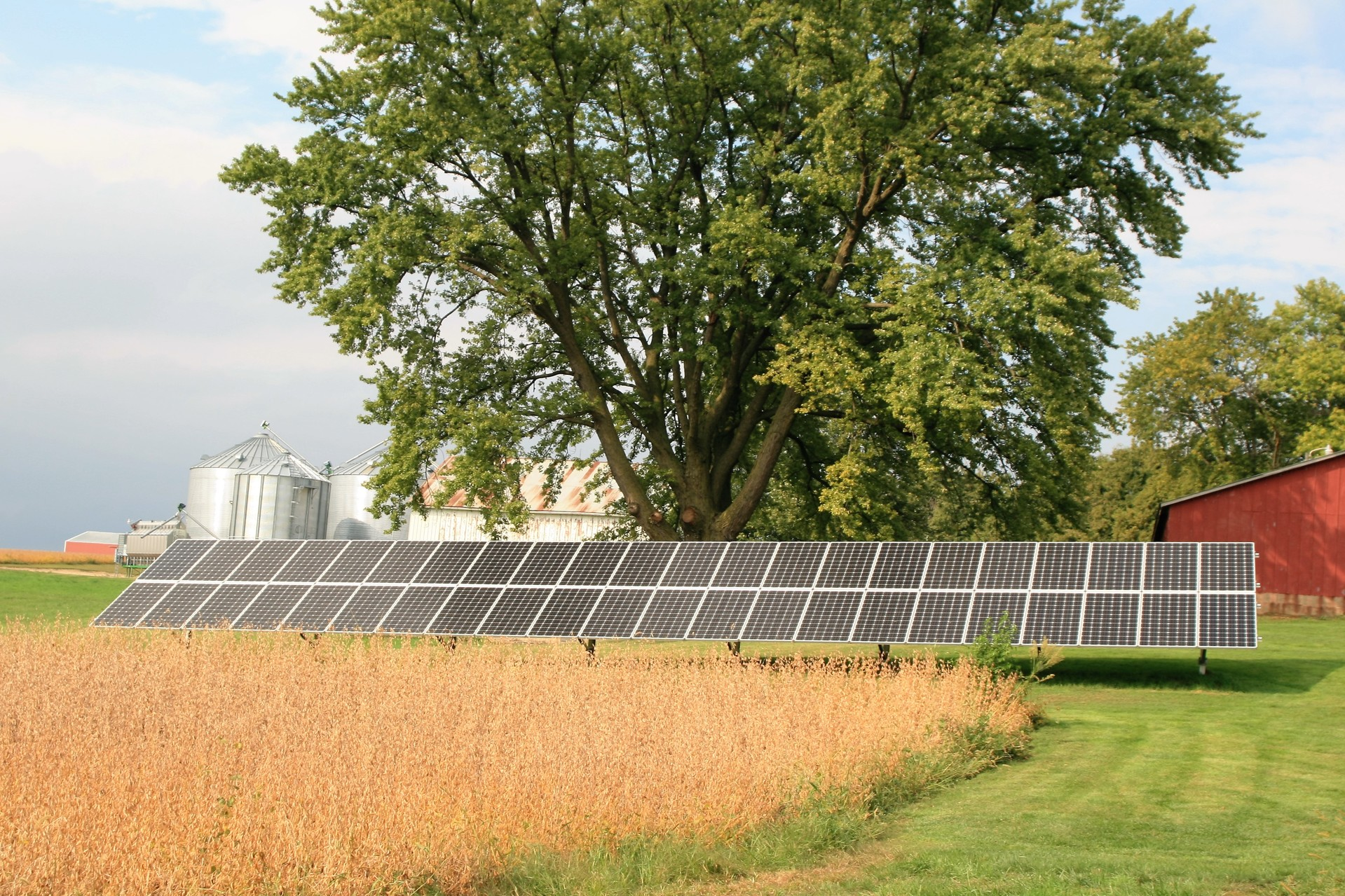
صورة تظهر فيها الواح للطاقة الشمسية

الطاقة الشمسية في ولاية أيوا محدودة ولكنها في تزايد، حيث يبلغ عددها 137 ميجاواط تم تركيبها بنهاية عام 2019 و27 ميجاواط تم تثبيت خلال ذلك العام، حيث احتلت المرتبة 40 بين الولايات الأمريكية. أنتجت ولاية أيوا أيضًا 0.23 ٪ من إجمالي إنتاج الكهرباء في الولاية في عام 2019 من الطاقة الشمسية؛ وهي سعة تكفي لتشغيل أكثر من 17000 منزل في ولاية أيوا.  قد يكون التوجه المبكر للولاية كمزود رئيسي لطاقة الرياح قد حدّ من الاستثمار المبكر على نطاق واسع في الطاقة الشمسية. 
يمكن أن توفر الألواح الشمسية على أسطح المنازل وحدها 20٪ من إجمالي الكهرباء المستخدمة في ولاية أيوا.  في 7 يونيو 2012، أصبح مصنع سكاي في فيرفيلد أول شركة في الولاية تولد كل ما لديها من الكهرباء من الطاقة الشمسية، مع تركيب 54 كيلو واط 3500 قدم مربع مجموعة الطاقة الشمسية.  قبل ذلك كان أحد أكبر المصفوفات هو 15.75  كيلوواط في مكتبة مارشالتاون العامة.  حاليا ، 3.8 مجموعة MW بالقرب من Dubuque هي أكبر منشأة في الولاية.  بحلول عام 2024 ، 380 أخرى يمكن تركيب ميجاواط من سعة التوليد وفقًا لتوقعات جمعية صناعات الطاقة الشمسية.
القياس الصافي (Net metering) متاح بشكل مستمر لجميع المستهلكين الذين يولّدون ما يصل إلى 500 كيلوواط، واحدة من أفضل السياسات في الدولة،  ولكنها تُمنح درجة B بشكل عام بسبب عدم توفرها للمستخدمين ذوي الاستهلاك العالي.  تتاح تعريفة التغذية لعملاء الجمعية التعاونية الكهربائية للمزارعين لما يصل إلى 25٪ من الكهرباء الخاصة بهم. يدفع 20 سنتًا / كيلوواط ساعة للكهرباء المولدة، ولا يمكن استخدام أي منها بشكل مباشر لأن العداد المنفصل مطلوب في اتصال متوازي، مما يجعله اتفاقية شراء الطاقة بدلاً من تعريفة التغذية. اقترحت ولاية آيوا تعريفة تغذية في مشروع قانون مجلس الشيوخ SF 225. يتم تطبيق معدل منفصل للأنظمة الأقل من 20 كيلوواط وللأنظمة التي تزيد عن 20 كيلوواط يصل إلى 20 ميغاواط.  